# Condalia globosa
Condalia globosa es una especie de arbusto de la familia  Rhamnaceae. 

## Descripción
Es un arbusto o pequeño árbol que alcanza un tamaño de 4 m de altura. El fruto es de color violeta oscuro a negro.

## Distribución
Se encuentra en el noroeste de México en las regiones desérticas de Sonora y el Golfo de California , las regiones al este de Baja California y Baja California Sur. La gama se extiende hasta las islas en el Mar de Cortés - (Golfo de California), y hacia el norte, hacia el suroeste del Desierto de Sonora en Arizona y el Desierto de Colorado al sureste de California, todas estas regiones tienen altas temperaturas.

## Taxonomía
Condalia globosa fue descrita por Ivan Murray Johnston y publicado en Proceedings of the California Academy of Sciences, Series 4, 12(30): 1086–1087, en el año 1924.